# Germán Santana Pérez
Germán Santana Pérez (Las Palmas de Gran Canaria, 1969) es un profesor universitario de la Universidad de Las Palmas de Gran Canaria en Historia Moderna,  y militante en Izquierda Unida Canaria. Es tío de la secretaria general de Podemos en Canarias Noemí Santana.

## Biografía

### Vida académica
Germán Santana es profesor titular de Historia Moderna en la Universidad de Las Palmas de Gran Canaria. Su área de investigación incluye la historia de Canarias, la historia de África, y la historia comparativa entre las Islas Atlánticas, incluida la Macaronesia, el Caribe y los archipiélagos africanos. Su investigación actual se centra en la relación entre el Caribe y las Islas Canarias y los contactos entre España y África.

### Activismo sociopolítico

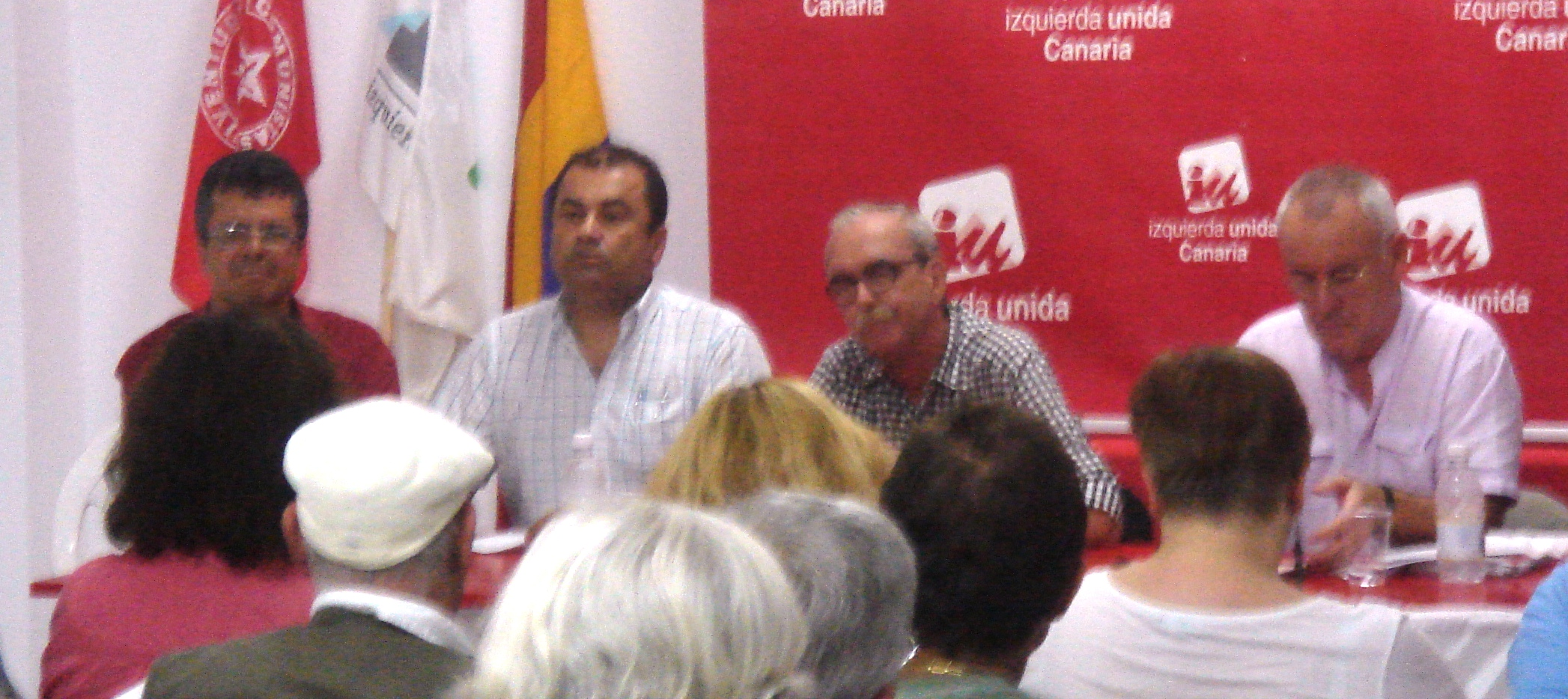
German, Lolo, Quino y Cayo Lara

Se afilió a Izquierda Unida Canaria en abril de 2011, en dónde empezó a destacar muy temprano, presentándose en las listas para el Cabildo de Gran Canaria en las elecciones municipales de 2011.
Al poco ya era coordinador insular, siendo su principal esfuerzo la convergencia de todas las fuerzas progresistas y ecologistas canarias justo después de las elecciones.
Varios meses después, ya figuraba en prensa su trabajo en relación con dicho proyecto de unión, junto con Roque Aguayro, Si Se Puede o Partido Humanista. En esa misma rueda de prensa se decidió apoyar la convocatoria de ¡Democracia Real YA! a favor de un referéndum para la reforma de la constitución.

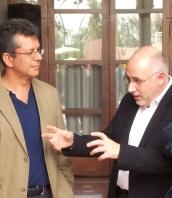
Germán junto a Antonio Morales

Germán Santana señaló en 2011 que su grupo político se había desmarcado de la reforma constitucional propuesta porque suponía «un ataque a los derechos de los trabajadores y una sumisión a los mercados», a la vez que señaló que «se están sumando esfuerzos para conseguir que se haga un referéndum que garantice la soberanía popular».
También ha participado en acciones del movimiento 15M en Las Palmas, dónde dio una charla sobre democracia participativa (concepto, evolución y aplicación) en el parque San Telmo (corazón del 15M en la capital grancanaria).
A finales de septiembre de 2011, la asamblea resultante de la convergencia de varias formaciones progresistas y ecologistas de la provincia de Las Palmas lo elige para las elecciones generales de 2011 para el Senado.
El 8 de enero de 2012 fue ponente en la presentación del libro “Contra la neutralidad” de Pascual Serrano en el Club La Provincia.
El 16 de marzo de 2012 firma en nombre de IUC El "Manifiesto contra la planta de gas en tierra".

### Artículos
- No a la Violencia Artículo para CanariasSocial el 17 de junio de 2011

### Publicaciones
- Historia de la marginación social Servicio de Publicaciones y Difusión Científica de la ULPGC, 2009 ISBN 9788492777112
- Historia de canarias Servicio de Publicaciones y Difusión Científica de la ULPGC, 2007 ISBN 9788496718746
- El comercio en las Canarias orientales durante el Reinado de Felipe IV Servicio de Publicaciones y Difusión Científica de la ULPGC, 1999 ISBN 9788495286390
- El comercio interinsular de Lanzarote, 1635-1665 Servicio de Publicaciones y Difusión Científica de la ULPGC, 1996 ISBN 84-88412-46-0
- Las representaciones de la historia moderna en el cine Anroart Ediciones, 2009 ISBN 978-84-96887-62-6
- La puerta afortunada: Canarias en las relaciones hispano-africanas de los siglos XVII y XVIII La Catarata (Asociación de Libros de la Catarata), 2002 ISBN 978-84-8319-154-5
- Canarios con Salacot: África subsahariana como lugar de emigración, 2009 ISBN 978-84-92532-19-3

### Entrevistas
- Entrevista de Germán en la convocatoria Social de IU
- Entrevista A Germán tras una asamblea abierta en septiembre de 2011